# Xadrez de Carrera
Xadrez de Carrera é uma variante de xadrez descrita pela primeira vez em 1617 no livro de Pietro Carrera intitulado Il Gioco degli Scacchi. Carrera criou as peças Campeão e Centauro e colocou-as entre os Cavalos e as Torres. A variante foi esquecida durante muito tempo após a morte do seu autor.